# Mysl
La Editorial Mysl (en ruso: Изда́тельство «Мысль», Izdátelstsvo Mysl, mysl - "pensamiento") es una editorial estatal rusa y soviética que existe desde 1930 (cambió de nombre al actual en 1963, antes Sotsekgiz -Соцэкгиз).

## Historia
Fue fundada en 1930 como parte del Comité Estatal del Consejo de Ministros de la URSS para las Editoriales, la Poligrafía y el Comercio de Libros, como Izdateltsvo sotsialno-ekonomichesói literatury (Издательство социально-экономической литературы, "Editorial de literatura socieconómica"), Sotsekgiz (Соцэкгиз). Tenía como base la Asociación de Editoriales Estatales de Libros y Revistas (Объединение государственных книжно-журнальных издательствo), OGIZ, fundada en 1919. En 1941 fue unida con el Politizdat. En 1963 fue bautizada con su nombre actual tras asociarse con la Editorial de la Escuela Superior del Partido y la Academia de Ciencias Sociales del Comité Central del Partido Comunista de la Unión Soviética. Ese mismo año se creó la Editorial Estatal de Literatura Geográfica (Geografgiz, Географгиз), como redacción especializada en la literatura geográfica.

## Ediciones en la URSS
En la época soviética la editorial publicaba investigaciones, monografías, libros de divulgación científica sobre la filosofía marxista-leninista, historia de la filosofía, ateísmo científico, economía socialista y comunista, economía mundial, historia de la URSS y universal, estudios y materiales metodológicos para las ciencias sociales para los establecimientos de enseñanza superiores de Partido y el sistema de educación política, y para la geografía económica y física de la URSS y países extranjeros.
En 1972 se editaban 292 títulos (175.8 millones de impresiones tipográficas), con una tirada de más de 14 millones de ejemplares. Al año siguiente se crearon como parte de la editorial Mysl tres redacciones dedicadas a varias ramas: literatura socioeconómica, libros de texto para los establecimientos de enseñanza del Partido y literatura geográfica.
A partir de la década de 1980 formó parte del Goskomizdat, donde era una de las primeras editoriales de literatura política. Entre 1980 las estadísticas de edición fueron las siguientes:
|                                                    | 1980     | 1985     | 1990     |
| -------------------------------------------------- | -------- | -------- | -------- |
| Número de libros y folleros, unidades de impresión | 223      | 220      | 99       |
| Tirada, millones de ejemplares                     | 9,0485   | 9,3379   | 7,3374   |
| Hojas impresas, millones                           | 138,2309 | 145,1493 | 171,0266 |

## Ediciones en Rusia
Produce literatura científica, de divulgación socioeconómica y geográfica. En 2005 el archivo y la marca de la editorial fueron rescatados por un grupo de empresarios con Valentín Zavadnikov y Andréi Yakimchuk a la cabeza. Para reanudar la editorial, la marca fue unida con el proyecto de instrucción IRISEN en la marca IRISEN/Mysl. La financiación del nuevo proyecto provino de un fondo benéfico independiente. Hacia 2011 se habían producido 20 libros, incluido algunos antes no publicados al ruso como los premios Noble de Economía Friedrich Hayek, Thomas Schelling, Elinor Ostrom o Gunnar Myrdal.

## Redactores-jefe
- Yevgueni Timoféyev
- Andréi Yakimchuk (desde 2005)[6]

## Temática

### Series
- «Siglo XX: Viajes. Aperturas. Investigaciones» (XX век: Путешествия. Открытия. Исследования)
- «Preguntas de Geografía» (Вопросы географии; 1963—1989; entre 1946 y 1963 — «Geografgiz»)
- «Historia Mundial» (Всемирная история; 1956—1965; 10 tomos)
- «Historia Mundial del Pensamiento Económico» (Всемирная история экономической мысли; 1987—1997)
- «Geógrafos y viajeros admirables» (Замечательные географы и путешественники)
- «Pensadores del pasado» (Мыслители прошлого)
- «Naturaleza del mundo» (Природа мира; 13 tomos)
- «Unión Soviética» (Советский Союз; 23 tomos; 1966—1972)
- «Problemas socioeconómicos de los países en vías de desarrollo» (Социально-экономические проблемы развивающихся стран)
- «Guía y orientaciones para el geógrafo y el viajero» (Справочники-определители географа и путешественника, 14 tomos)
- «Países y pueblos» (Страны и народы; 20 tomos)
- «La herencia de la Filosofía» (Философское наследие; 133 tomos)

### Autores
La editorial publicó los libros de los historiadores Serguéi Soloviov y Vasili Kliuchevski, el bizantinista Fiódor Uspenski, el biofísico Aleksandr Chizhevski, los filósofos Pável Florenski y Alekséi Lósev y del historiador y geógrafo Iván Miachin.